# Chorągiew Stołeczna ZHP

Zlot Chorągwi Stołecznej „Synergia” w 2016

Komendantka Chorągwi Stołecznej ZHP hm. Paulina Gajownik oraz przewodnicząca rady chorągwi hm. Joanna Nurek

Chorągiew Stołeczna ZHP im. Bohaterów Warszawy – jednostka terenowa Związku Harcerstwa Polskiego, nosząca tę nazwę od 1967 (wcześniej Chorągiew Warszawska).

## Zasięg działania
Od 1975, wraz z wprowadzonym wtedy nowym podziałem administracyjnym kraju, Chorągiew Stołeczna ZHP obejmowała miasto stołeczne Warszawę i ówczesne województwo stołeczne warszawskie.
Po kolejnej zmianie podziału administracyjnego z 1999 zasięg działania Chorągwi Stołecznej nie zmienił się i obejmuje część obecnego województwa mazowieckiego – w chorągwi działa 25 hufców (2023) na obszarze:
- miasta stołecznego Warszawy – 9 hufców:
  - Warszawa-Centrum (obejmujący prawie całą dzielnicę Śródmieście),
  - Warszawa-Mokotów (dzielnice: Mokotów i Wilanów oraz część Śródmieścia i Ursynowa),
  - Warszawa-Ochota (dzielnice Ochota i Włochy oraz część gminy Raszyn),
  - Warszawa-Praga-Południe (dzielnice: Praga-Południe, Rembertów i Wesoła),
  - Warszawa-Praga-Północ (dzielnice: Białołęka, Praga-Północ, Targówek i miasto Marki),
  - Warszawa- Ursus-Włochy (dzielnice Ursus i Włochy),
  - Warszawa-Wawer (dzielnica Wawer),
  - Warszawa-Wola (dzielnice Bemowo i Wola oraz Stare Babice),
  - Warszawa-Żoliborz (dzielnice Bielany i Żoliborz)
- powiatu garwolińskiego (gminy: Borowie, Garwolin, Górzno, Łaskarzew, Maciejowice, Miastków Kościelny, Parysów, Pilawa, Sobolew, Trojanów, Wilga, Żelechów) – hufiec Garwolin
- części powiatu grodziskiego – hufce: Grodzisk Mazowiecki (gmina Grodzisk Mazowiecki, Podkowa Leśna) i Milanówek (gmina Milanówek)
- powiatu legionowskiego (gmina Jabłonna, Legionowo, część gminy Nieporęt, Serock, Wieliszew) – hufiec Legionowo
- części powiatu mińskiego – hufiec Sulejówek (gmina Halinów, Sulejówek)
- powiatu nowodworskiego (gmina Czosnów, Izabelin, Leoncin, Łomianki, Nasielsk, Nowy Dwór Mazowiecki, Pomiechówek, Zakroczym) – hufiec Nowy Dwór Mazowiecki
- powiatu otwockiego – hufce: Celestynów (gmina Celestynów, Kołbiel, Osieck, Sobienie Jeziory) i Otwock (gmina Józefów, Karczew, Otwock, Wiązowna)
- powiatu piaseczyńskiego – hufiec Piaseczno (gmina Góra Kalwaria, Lesznowola, Prażmów, Tarczyn) i hufiec Uroczysko Konstancin (gmina Konstancin-Jeziorna)
- powiatu pruszkowskiego – hufce: Piastów (gmina Piastów) i Pruszków (gmina Brwinów, Michałowice, Nadarzyn, Pruszków, część gminy Raszyn)
- powiatu warszawskiego zachodniego – hufiec Błonie (gmina Błonie, Kampinos, Leszno, Ożarów Mazowiecki)
- powiatu wołomińskiego – 3 hufców: Wołomin (gmina Dąbrówka, Jadów, Klembów, Kobyłka, Poświętne, Radzymin, Strachówka, część gminy Nieporęt), Ząbki (gmina Ząbki) i Zielonka (gmina Zielonka).

Siedzibą władz chorągwi jest Warszawa.

## Historia

### Początki działalności harcerskiej w Warszawie
Od początków harcerstwa Warszawa stanowiła ważny ośrodek tworzenia się tego ruchu. Według Leksykonu harcerstwa pierwsza drużyna w Warszawie (późniejsza 27 Warszawska Drużyna Harcerska im. Szymona Konarskiego) powstała przy szkole Witolda Wróblewskiego jesienią 1910 (od 1918 gimnazjum im. Tadeusza Czackiego).
Podczas I wojny światowej warszawscy harcerze podejmowali służbę łącznościową (roznoszenie poczty), samarytańską w szpitalach, organizowano kursy instruktorskie. Wielu harcerzy starszych działało równocześnie w Polskiej Organizacji Wojskowej. Harcerze uczestniczyli w uroczystościach patriotycznych, m.in. w postawieniu w 1916 krzyża-pomnika w Olszynce Grochowskiej. W maju 1916 harcerze warszawscy zorganizowali w Dolinie Szwajcarskiej prezentację sprawności drużyn i defiladę.
1 listopada 1916 cztery organizacje skautowe działające na terenie Królestwa Polskiego utworzyły w Warszawie Związek Harcerstwa Polskiego. Na terenie Warszawy powstał I Okręg ZHP, którego komendę stanowiła Rada Hufcowych. w marcu 1917 podzielono go na Okręg IA (męski), liczący ok. 3 tysięcy harcerzy w 27 drużynach, i Okręg IB (żeński).
W listopadzie 1918 starsi harcerze wspólnie z POW rozbrajali Niemców, a po mobilizacji utworzyli Batalion Harcerski, istniejący do kwietnia 1919. Młodsi pełnili służbę wartowniczą, łącznościową i porządkową w Pogotowiu Młodzieży. Starsi harcerze i instruktorzy warszawscy brali udział w akcji plebiscytowej na Warmii i Mazurach. W lipcu 1920 w związku z wybuchem wojny polsko-bolszewickiej kilkuset warszawskich harcerzy zgłosiło się do armii ochotniczej.

### II Rzeczpospolita
W styczniu 1921 utworzono Oddział Warszawski ZHP, w którym powołano oddzielne chorągwie harcerzy i harcerek.

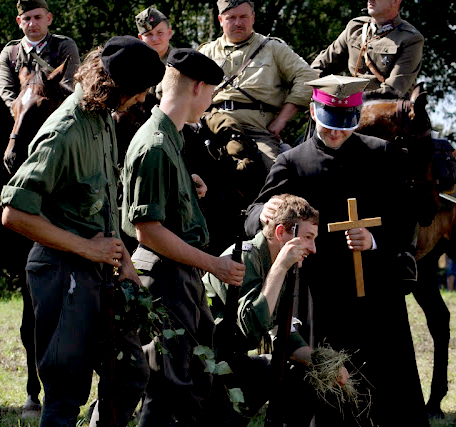
Harcerze z Hufca ZHP Wołomin biorący udział w rekonstrukcji Bitwy Warszawskiej

Chorągiew Warszawska Męska działała od 1921 na obszarze województwa warszawskiego i kilku przylegających powiatów sąsiednich województw. W 1925 nastąpił jej podział na chorągiew wojewódzką oraz działającą na terenie miasta stołecznego Warszawy Chorągiew Stołeczną Męską. Jej nazwę zmieniano kilkakrotnie, od marca 1927 była to Chorągiew Warszawska Męska, a od 1933 – Warszawska Chorągiew Harcerzy. Chorągwie warszawskie (stołeczne) męska i żeńska (w 1925–1931 dodatkowo z chorągwiami mazowieckimi) tworzyły Oddział (Okręg) Warszawski ZHP. Siedzibą komend chorągwi była Warszawa.
W okresie międzywojennym Chorągiew Harcerzy dzieliła się w różnych okresach na 5–14 hufców (okręgów wizytacyjnych). W 1934 ustalono podział na 8 hufców terytorialnych, będących jednostkami organizacyjno-programowymi, z własnymi komendami: Grzybów, Mokotów, Powiśle, Praga, Śródmieście, Ujazdów, Wola i Żoliborz.
Trzykrotnie (w 1922 na Bielanach, w 1925 w Płudach i w 1937 w Pomiechówku) odbyły się zloty chorągwi. Stołeczni harcerze licznie uczestniczyli w narodowych zlotach harcerskich i Jamboree. W Warszawie były aktywne zrzeszenia starszego harcerstwa (Gromada św. Jerzego, Kuźnica, Akademicka Drużyna Harcerska i inne).
W 1937–1938 w chorągwi męskiej działało 5200 harcerzy, 675 harcerzy starszych i 2215 zuchów w 168 drużynach i zrzeszeniach, oraz 245 mianowanych instruktorów; w chorągwi żeńskiej było 3540 harcerek.
Dzięki organizowanym co roku od 1922 kursom instruktorskim, w tym od 1924 najbardziej znanym kursom nad jeziorem Wigry, chorągiew miała liczną i dobrze wykształconą kadrę harcerską. Niestety w latach 1937–1939, wskutek konfliktu z władzami ZHP (sprawa Ludwiga) ok. 100 instruktorów zostało usuniętych lub wystąpiła ze związku, część z nich utworzyła później organizację Wigry.

### II wojna światowa

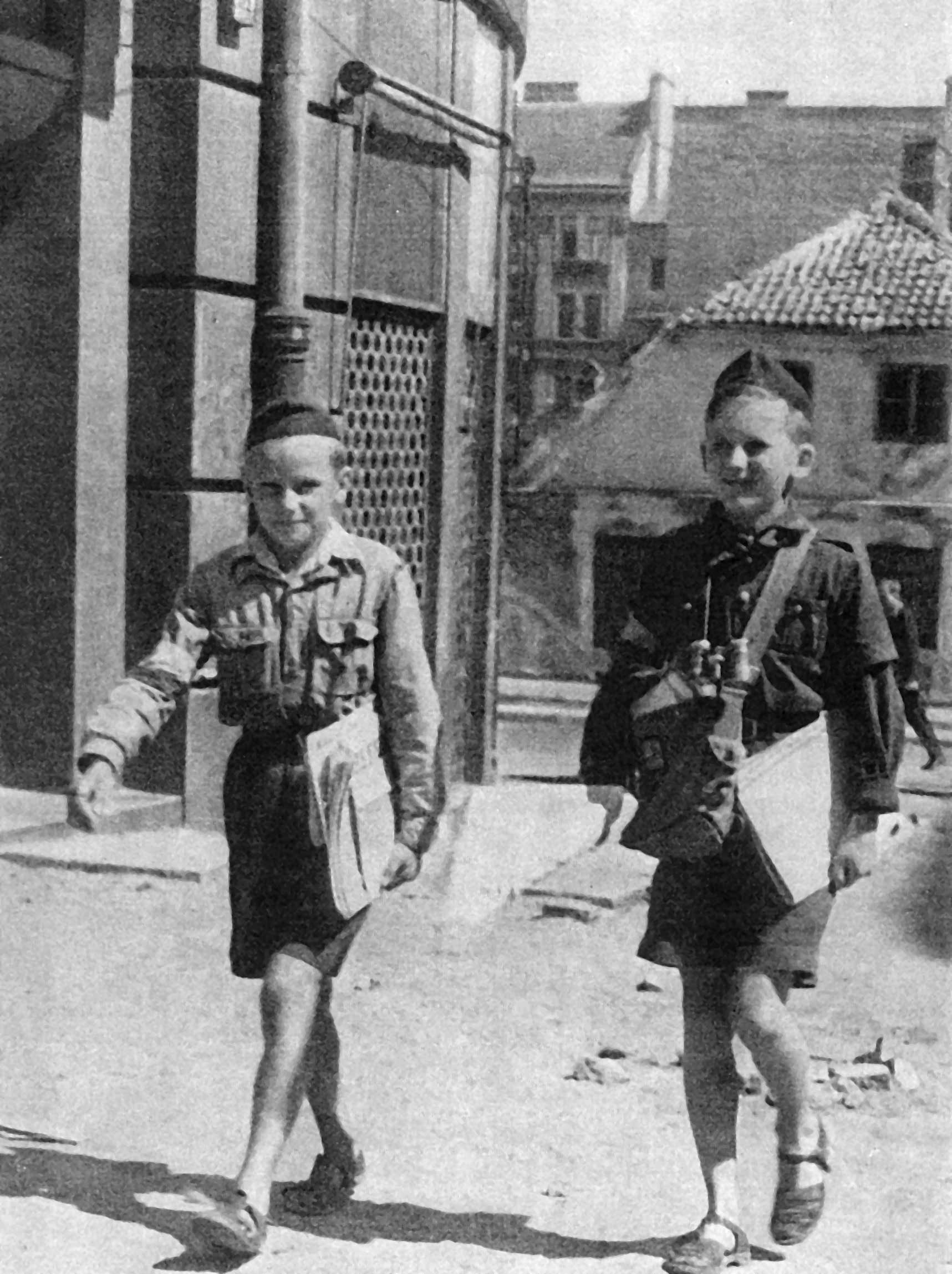
Harcerze Zawiszy – Harcerska Poczta Polowa w powstaniu warszawskim

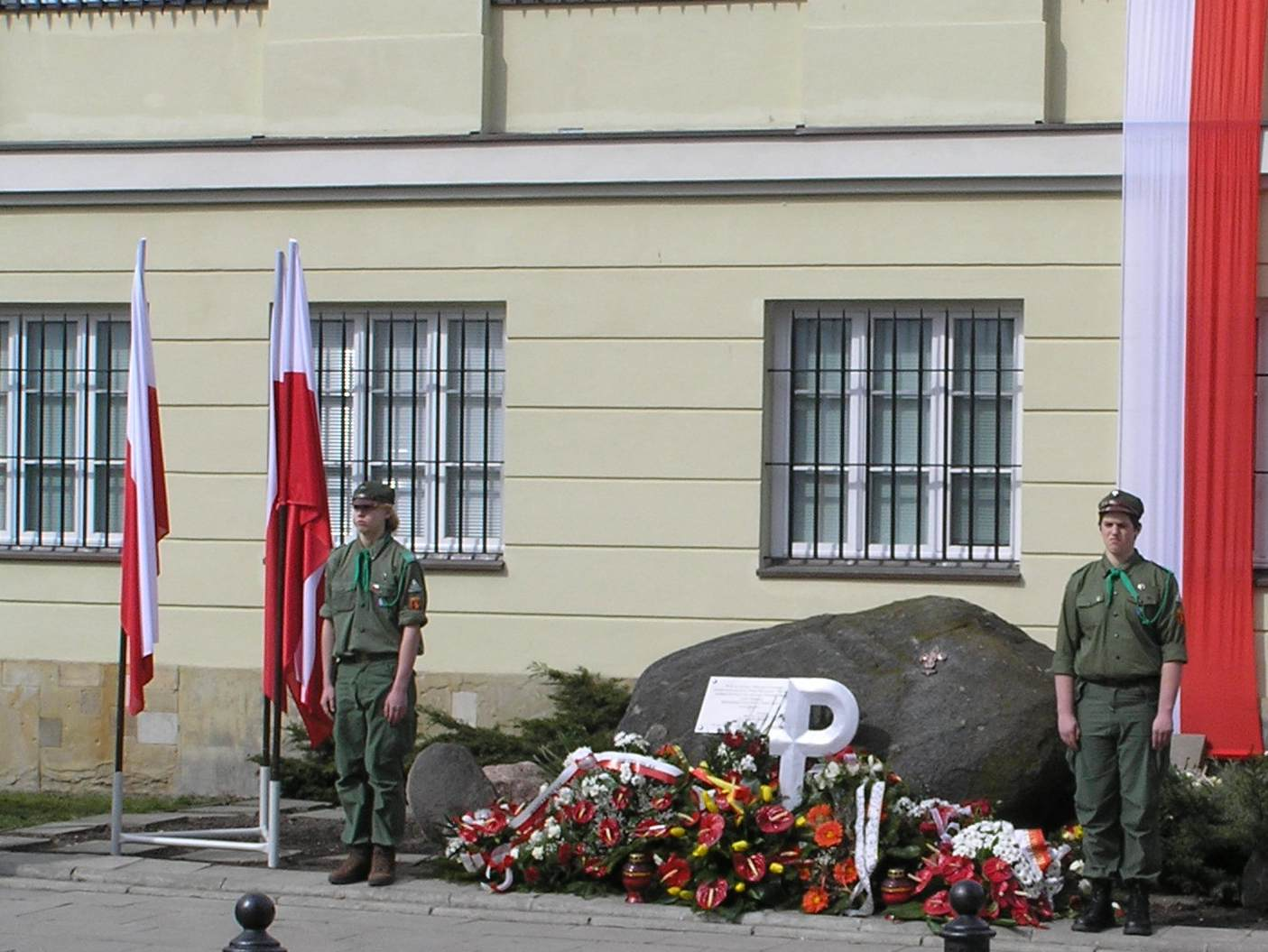
Warta honorowa podczas corocznego zlotu organizowanego przez harcerzy ze stołecznego hufca Mokotów w rocznicę akcji pod Arsenałem

W okresie 1939–1944 harcerstwo warszawskie stanowiło trzon najważniejszych harcerskich organizacji konspiracyjnych, takich jak Szare Szeregi, Wigry, Harcerstwo Polskie, Organizacja Harcerek.
Chorągiew Harcerzy działała w konspiracji, w Szarych Szeregach, nosiła w tym czasie kryptonim „Wisła”. Organizacyjnie dzieliła się na 3 okręgi: Praga,-Południe (PD) i-Północ (PN), w 1941 powstał czwarty okręg – Centrum (CT). W listopadzie 1942 została zorganizowana według grup wiekowych: Zawisza, Bojowe Szkoły (6 hufców) i Grupy Szturmowe (4 hufce). W 1943 spośród harcerzy GS utworzono Batalion „Zośka” i wydzieloną kompanię „Agat” (późniejszy Batalion „Parasol”), a następnie całe Grupy Szturmowe przeszły pod bezpośredni nadzór Głównej Kwatery Szarych Szeregów.
W 1944 nastąpił nowy podział chorągwi na 6 bloków: Bazylika (Praga), Cytadela (Żoliborz), Prochownia (Ochota), Radiostacja (Mokotów), Reduta (Wola) i Zamek (Śródmieście).
Harcerze warszawscy prowadzili mały sabotaż w organizacji Wawer. Uczestnicy Grup Szturmowych przeprowadzili wiele spektakularnych akcji dywersyjnych i bojowych: m.in. wysadzano tory kolejowe, odbito więźniów 26 marca 1943 w Akcji pod Arsenałem oraz 20 kwietnia w Celestynowie, a 1 lutego 1944 dokonano zamachu na Kutscherę. Organizowano akcję „M” dla młodzieży niezrzeszonej i prowadzono kursy szkoły podchorążych Szarych Szeregów. Pracę konspiracyjną prowadziła też Chorągiew Harcerek.
Działalność warszawskiego harcerstwa w okresie okupacji opisano w wielu książkach, wydawnictwach i artykułach, m.in.:
- Aleksander Kamiński (pierwsze wydania pod pseudonimem Juliusz Górecki) Kamienie na szaniec, ISBN 83-10-10505-3.
- Aleksander Kamiński Zośka i Parasol. Opowieść o niektórych ludziach i niektórych akcjach dwóch batalionów harcerskich
- Grzegorz Nowik Straż nad Wisłą (trzy tomy); Wydawnictwo Rytm, 2002, ISBN 83-88794-55-8.

Upadek powstania warszawskiego przyniósł kres działalności Chorągwi Warszawskiej w konspiracji.

### Działalność po II wojnie światowej
Przez cały okres PRL w Warszawie istniało duże zróżnicowanie pracy poszczególnych środowisk harcerskich: od działających w duchu tradycyjnych ideałów harcerskich i skautowych metod wychowawczych, często w sposób półkonspiracyjny i nieformalny, do ulegających naciskom władz reżimowych, silnemu upolitycznieniu i ideologizacji.

#### 1944–1956
Zaraz po wojnie spontanicznie odradzały się dawne drużyny harcerskie, najwcześniej w 1944 na Pradze i Grochowie. W 1945 w skład Chorągwi Harcerzy weszło 13 hufców: Falenica, Legionowo, Mokotów, Nadwiśle, Ochota, Praga, Pruszków, Rembertów, Śródmieście, Wilanów, Włochy, Wola i Żoliborz. W 1947 chorągiew liczyła 6891 zuchów i harcerzy w 179 drużynach. Harcerze uczestniczyli w odgruzowywaniu i odbudowie Warszawy.
W 1948–1949 obie chorągwie warszawskie – męska i żeńska zostały połączone w jedną. Usunięto wielu instruktorów. W 1950 ZHP został zlikwidowany, powstała Organizacja Harcerska Związku Młodzieży Polskiej, wzorowana na radzieckich pionierach.
W latach 1944–1956 działało w Warszawie co najmniej kilkanaście organizacji tzw. II konspiracji harcerskiej: Garstka, Harcerska Zbrojna Służba Ojczyźnie, Harcerski Ruch Oporu, Harcerstwo Polskie (Hufce Polskie), Harcerze Armii Krajowej, Konspiracyjna Drużyna Harcerska Osy, 21 Konspiracyjna Drużyna Harcerska, Młodzieżowy Ruch Oporu „Komitet Wyzwoleńczy”, Podziemna Organizacja Harcerstwa WiN (Obrońcy Korony), Podziemna Organizacja ZHP Orlęta, Ruch Oporu Młodzieży Harcerskiej, Skorpiony, Waszyngton, Zarzewie, Zośkowcy i Związek Młodzieży Polskiej.

#### Chorągiew Warszawska, 1956-1967
Po okresie stalinizmu, po reaktywowaniu ZHP (4 grudnia 1956) oraz po Krajowym Zjeździe Działaczy Harcerskich (8–10 grudnia 1956), od grudnia 1956 na nowo organizowały się drużyny oraz hufce. Do służby zgłaszali się instruktorzy przedwojenni, z Szarych Szeregów oraz działający w Organizacji Harcerskiej Polski Ludowej. W okresie 1956–1967 harcerstwo warszawskie tworzyło Chorągiew Warszawską ZHP.
18 stycznia 1957 ukazał się pierwszy rozkaz, podający skład komendy chorągwi, cofający wszystkie dotychczasowe numery drużyn oraz zakazujący przeprowadzania prób na stopnie harcerskie i przyjmowania przyrzeczenia harcerskiego. W ciągu kolejnych miesięcy utworzono hufce i mianowano ich komendantów: Grochów, Mokotów, Praga, Rembertów, Śródmieście, Wawer, Wilanów i Żoliborz, a następnie Ochota, Bródno i Wola. 27 kwietnia 1957 komendant chorągwi rozkazem L.12/57 przyjął do ZHP, nadając numery, zatwierdzając bohaterów i mianując drużynowych 143 drużyn. W czerwcu 1957 w 11 hufcach istniało już 273 drużyn, w których działało ok. 8000 zuchów, harcerek, harcerzy, instruktorek i instruktorów. Rok później było już 349 drużyn.
W latach 1957–1958 z podziału dotychczasowych hufców powstały 24 nowe hufce środowiskowe: z hufca Ochota – wyodrębniono Włochy, ze Starego Miasta – Hufiec Harcerek Stare Miasto, Hufiec Harcerzy Stare Miasto i Hufiec Harcerzy Stare Miasto-Grzybów, z Grochowa – Saską Kępę, z Pragi – Pragę Centralną, Pragę Nową i Targówek, z hufca Śródmieście – Agrikola i Filtry, z hufca Żoliborz – Bielany, z hufca Wola – Koło, Młynów i Redutę. Powstał też oddzielny Hufiec Walterowski (początkowo eksterytorialny, później określono szkoły z drużynami należącymi do tego hufca).
| - Agrikola (Agricola) - Bielany - Bródno - Filtry - Grochów | - Grzybów - Koło - Młynów - Mokotów-Wschód - Mokotów-Zachód | - Ochota - Powiśle - Praga Centralna - Praga Nowa - Reduta | - Rembertów - Saska Kępa - Stare Miasto - Śródmieście - Targówek | - Wawer - Włochy - Wilanów - Żoliborz - Hufiec Walterowski |

W latach 1960–1963 ponownie połączono je w duże hufce dzielnicowe, z etatowymi komendantami, pomimo protestów drużyn i instruktorów. Tym samym dostosowano liczbę i granice hufców do nowo utworzonych 7 dzielnic Warszawy. W 1961 komenda chorągwi otrzymała od władz miasta teren na Cyplu Czerniakowskim, gdzie stworzono bazę żeglarską – Harcerski Ośrodek Wodny. Uzyskał on wówczas również uprawnienia hufca, skupiającego wszystkie drużyny z terenu chorągwi o specjalności wodnej, później przekształconego w Chorągwiany Ośrodek Specjalności Wodnych i Żeglarskich.
Organizowano wypoczynek letni w ramach Harcerskiej Akcji Letniej (HAL), Harcerskiej Akcji Letniej Młodzieży Starszej (HALMS), akcji obozowej „Warmia i Mazury” (WiM), Akcje Nieobozowego Lata (NAL). Powstawały drużyny specjalnościowe: fotograficzne, teleradiotechniczne, motoryzacyjne i inne, z własnymi pracowniami, drużyny Młodzieżowej Służby Ruchu. W chorągwi działał teatr harcerski „Gawęda” pod kierownictwem hm. Andrzeja Kieruzalskiego oraz harcerski Chór Chorągwi Warszawskiej pod batutą hm. Władysława Skoraczewskiego.

#### Chorągiew Stołeczna, od 1967

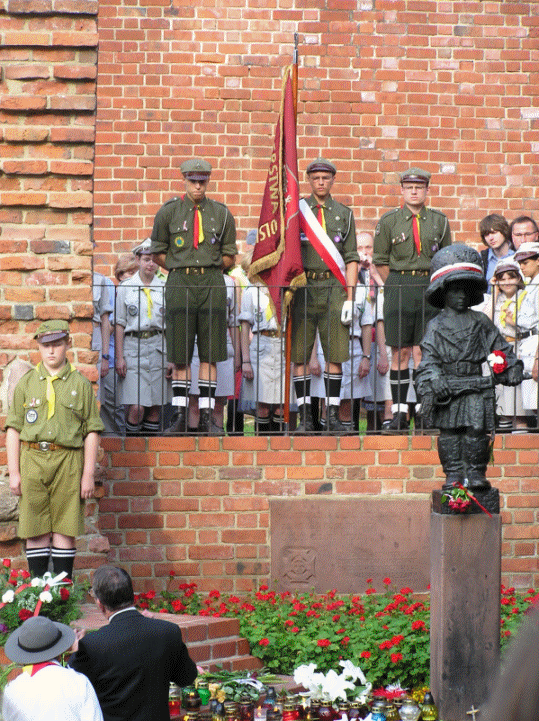
Pomnik Małego Powstańca w Warszawie

Komendant Chorągwi Stołecznej Waldemar Kowalczyk sadzi dąb w alei stulecia harcerstwa w Parku Bródnowskim, maj 2010

Święto Chorągwi Stołecznej w 2016 – harcerki składają kwiaty pod pomnikiem Małego Powstańca

Defilada harcerzy na placu Trzech Krzyży, 7 maja 2017 r.

Chorągiew Stołeczna została utworzona 1 czerwca 1967 rozkazem L.5/67 Naczelnika ZHP. W dniu 7 maja 1967 na stadionie Legii przy udziale ok. 30 tysięcy harcerzy chorągiew przyjęła nazwę Chorągwi Stołecznej i otrzymała imię Bohaterów Warszawy. W latach 1965–1969 imiona przyjmowały także hufce warszawskie, w zamyśle komendy chorągwi miały to być organizacje lub formacje wojskowe zasłużone dla Warszawy – tak hufiec Mokotów przyjął imię Szarych Szeregów. Jednak pod naciskiem komitetów dzielnicowych PZPR nadawano hufcom imiona formacji komunistycznych i lewicowych: hufcowi Praga-Południe – imię 1 Dywizji Piechoty im. Tadeusza Kościuszki, Żoliborz – Batalionu AL Czwartacy, oraz bohaterów socjalistycznych i komunistycznych: Stanisława Dubois, Władimira Komarowa, gen. Karola Świerczewskiego.
W 1973 powstał program Harcerskiej Służby Polsce Socjalistycznej obejmujący drużyny starszoharcerskie. Część drużyn bojkotowała jednak HSPS.
Początkowo chorągiew obejmowała 7 hufców z obszaru miasta stołecznego Warszawy. W 1975 w związku z reformą administracyjną państwa zlikwidowana została Chorągiew Mazowiecka, a Chorągiew Stołeczna przejęła część jej hufców. Składała się odtąd z 33 hufców i 19 gminnych i miejskich związków drużyn, liczba hufców często jednak ulegała zmianom.
W 10. rocznicę nadania chorągwi imienia, w maju 1977 sztandar chorągwi udekorowano Krzyżem Za zasługi dla ZHP.
W okresie PRL, a zwłaszcza w latach 70. zuchy, harcerze i instruktorzy uczestniczyli w różnorodnych imprezach propagandowych: pochodach pierwszomajowych, obchodach rocznic powstania PRL i Polskiej Zjednoczonej Partii Robotniczej, w uroczystościach 1000-lecia Państwa Polskiego, kampanii „Iskra” z okazji 100. rocznicy urodzin Włodzimierza Lenina, czynach partyjnych. Brali też udział w alertach naczelnika ZHP, kampanii Dwadzieścia lat siedemsetletniej Warszawy, uczestniczyli w budowie Centrum Zdrowia Dziecka, w operacji 1001-Frombork i Bieszczady-40. Organizowali harcerskie festyny młodzieży szkolnej na Starym i Nowym Mieście oraz na Podzamczu.
W 1979 Chorągiew Stołeczna liczyła 114 tysięcy zuchów, harcerzy i instruktorów, a w jej skład wchodziło 45 hufców.
22 listopada 1980 powstało w Warszawie porozumienie Kręgów Instruktorów Harcerskich im. A. Małkowskiego (KIHAM), którego głównym założeniem było odrodzenie moralne harcerstwa w duchu tradycyjnego tekstu Prawa i Przyrzeczenia Harcerskiego (z 1932 roku) i odkomunizowanie ruchu.
1 października 1983 na Podwalu odsłonięto Pomnik Małego Powstańca, zbudowany z inicjatywy warszawskich harcerzy za zebrane przez nich fundusze.
W 1983 i 1987 podczas pielgrzymek Jana Pawła II harcerze ze środowisk KIHAM, a następnie półtajnego Ruchu Harcerskiego Rzeczypospolitej wbrew zakazom władz organizowali służbę sanitarną i porządkową – Białą Służbę, wspierającą służby kościelne. Niektórych jej uczestników spotykały potem kary i represje (jednego z liderów Ruchu Harcerskiego uczestniczącego w Białej Służbie zwolniono z funkcji drużynowego, a działalność 16 WDH władze hufca zawiesiły).
W 1988 w chorągwi istniały 43 hufce (w tym 7 dzielnicowych, 12 miejskich, 12 miejsko-gminnych i 12 gminnych), skupiające łącznie: 16.679 zuchów, 23.276 harcerzy, 6.448 harcerzy starszych i 3.101 instruktorów.
| Hufce dzielnicowe | Hufce miejskie | Hufce miejsko-gminne | Hufce gminne |
| --- | --- | --- | --- |
| - Warszawa-Mokotów im. Szarych Szeregów - Warszawa-Ochota im. płk. Cypriana Godebskiego - Warszawa-Praga-Południe im. I Warszawskiej Dywizji Piechoty im. Tadeusza Kościuszki - Warszawa-Praga-Północ im. Stanisława Dubois - Warszawa-Śródmieście - Warszawa-Wola im. gen. Karola Świerczewskiego - Warszawa-Żoliborz im. Batalionu Czwartaków AL | - Józefów - Legionowo im. Rodziny Skoneckich - Marki im. Cypriana Kamila Norwida - Milanówek im. Janusza Kusocińskiego - Otwock im. I Praskiego Pułku Piechoty - Piastów - Pruszków im. Bolesława Bieruta - Sulejówek im. Batalionu „Zośka” - Wesoła im. kpt. Władysława Wysockiego - Ursus im. Mieczysława Bema - Ząbki im. Bohaterów Lotnictwa Polskiego - Zielonka im. Janusza Korczaka | - Błonie im. hm. Edwarda Przybysza - Brwinów-Podkowa Leśna - Grodzisk Mazowiecki im. Leonida Teligi - Góra Kalwaria im. 4 Dywizji Piechoty im. J. Kilińskiego - Karczew im. Bohaterów Powstania Styczniowego - Konstancin-Jeziorna - Nowy Dwór Mazowiecki im. por. Mieczysława Kalinowskiego - Ożarów Mazowiecki - Piaseczno im. Bohaterów Pokoju - Radzymin im. Juliusza Dąbrowskiego - Serock im. Bolesława Kowalskiego ps. Ryszard - Wołomin im. hm. Mieczysława Cicheckiego | - Celestynów im. Bohaterów Akcji pod Celestynowem - Czosnów im. Gwardii Ludowej - Jabłonna im. Synów Pułku - Kampinoski - Leszno im. Bohaterów Puszczy Kampinoskiej - Lesznowola - Łomianki - Michałowice - Nadarzyn im. 4 Dywizji Piechoty im. J. Kilińskiego - Raszyn im. Legionów Dąbrowskiego - Skrzeszew im. Ludwika Waryńskiego - Tarczyn |

Po powstaniu w 1989 Związku Harcerstwa Rzeczypospolitej i ZHP-1918 przeszła do nich część drużyn Chorągwi Stołecznej.
Na początku lat 90. chorągiew wydawała „Na szlaku. Pismo warszawskiego harcerstwa”.
Po zniesieniu w 1995 przez Zjazd ZHP wersji Przyrzeczenia Harcerskiego, w której nie składa się ślubu służby Bogu, od związku odłączył się ówczesny hufiec Warszawa-Śródmieście i utworzył w 1996 odrębną organizację – Stowarzyszenie Harcerskie. Obecnie na terenie dzielnicy Śródmieście działa Hufiec ZHP Warszawa-Centrum.
Stan organizacyjny w 2010 wynosił ok. 9200 osób, w tym ok. 600 członków drużyn Nieprzetartego Szlaku i ok. 1500 instruktorów i wędrowników pełniących funkcje instruktorskie.
W latach 2010–2011 w ramach obchodów stulecia harcerstwa w Warszawie zorganizowano m.in. sadzenie dębów stulecia w Parku Bródnowskim i wystawę Czuwaj Prago! Stulecie harcerstwa w prawobrzeżnej Warszawie w Muzeum Warszawskiej Pragi. W dniach 11–12 czerwca 2011 na Polu Mokotowskim zorganizowano chorągwiany Stołeczny Zlot Stulecia Harcerstwa „Warszawa 2011”. Z okazji stulecia harcerstwa Rada m.st. Warszawy uhonorowała Chorągiew Stołeczną medalem Zasłużony dla Warszawy. Podczas uroczystej XXI sesji rady odznaczenie odebrał komendant chorągwi hm. Waldemar Kowalczyk.
W 2012 Chorągiew Stołeczna obchodziła 45-lecie utworzenia.
W dniu 16 czerwca 2012, po 19 latach pełnienia funkcji przez hm. Waldemara Kowalczyka, na komendantkę Chorągwi Stołecznej wybrana została hm. Paulina Gajownik.

## Komendanci chorągwi
- hm. Barbara Prószyńska (3 marca 1974 – 18 stycznia 1981)
- hm. Michał Fijałkowski (18 stycznia 1981 – 15 czerwca 1987)
- hm. Wojciech Ulatowski (15 czerwca 1987 – 22 stycznia 1989)
- hm. Bartosz Jabłoński (22 stycznia 1989 – 15 maja 1993)
- hm. Waldemar Kowalczyk (15 maja 1993 – 16 czerwca 2012)[9]
- hm. Paulina Gajownik (od 16 czerwca 2012 – 3 grudnia 2022)
- hm. Katarzyna Karolak (od 3 grudnia 2022)

## Skarbnicy chorągwi
- hm. Jacek Borowicz (3 lipca 2006 – 27 listopada 2010)
- hm. Bartosz Kowalewski (16 czerwca 2012 – 9 czerwca 2013)
- phm. Sylwia Chwedorczuk (9 czerwca 2013 – 1 stycznia 2014)
- hm. Maciej Kądzielski (1 stycznia 2014 – 3 grudnia 2022)
- pwd. Paweł Więckowski (od 3 grudnia 2022)

## Komendy chorągwi

### Kadencja 2022–2026
- hm. Katarzyna Karolak – komendantka chorągwi
- pwd. Paweł Więckowski – skarbnik chorągwi
- hm. Maciej Kądzielski – zastępca komendantki ds. majątku i gospodarki
- hm. Anna Nowosad – zastępczyni komendantki ds. wsparcia hufców
- hm. Aneta Gzyl – zastępczyni komendantki ds. rozwoju organizacyjnego
- hm. Daniel Nowak – zastępca komendantki ds. kształcenia i wsparcia metodycznego

### Kadencja 2019–2022
- hm. Paulina Gajownik – komendantka chorągwi
- hm. Maciej Kądzielski – skarbnik chorągwi
- hm. Sylwia Adamczuk – zastępczyni Komendantki Chorągwi
- hm. Jacek Słaby – członek Komendy Chorągwi
- phm. Zofia Domańska – członkini Komendy Chorągwi
- phm. Katarzyna Faliszewska-Pułka – członkini Komendy Chorągwi
- hm. Marcin Adamski – członek Komendy Chorągwi
- hm. Marta Filipiak – członkini Komendy Chorągwi
- phm. Joanna Ostrowska – członkini Komendy Chorągwi
- phm. Paulina Osińska – członkini Komendy Chorągwi
- phm. Agnieszka Chempińska – członkini Komendy Chorągwi

## Chorągiew Stołeczna współcześnie
Od 2013 chorągiew wydaje miesięcznik „Instruktor”.
W 2014 harcerze Chorągwi i 3 innych organizacji harcerskich działających w Warszawie uczestniczyli wspólnie w obchodach 70. rocznicy wybuchu Powstania Warszawskiego, zorganizowanych pod hasłem Harcerki i harcerze łączą miasto. W tym samym roku powołano Szkołę Instruktorską Chorągwi Stołecznej „Iluminacja”.
W maju 2016 zorganizowano zlot chorągwi „Synergia”.
W 2017 Chorągiew Stołeczna obchodziła 50-lecie nadania jej imienia Bohaterów Warszawy. Z tej okazji zorganizowano cykl imprez, m.in. 7 maja – zbiórkę chorągwi.
Obecnie (2024) stan liczebny wynosi ok. 11 600 osób, w tym ok. 500 członków drużyn NS oraz ok. 1600 instruktorów i wędrowników pełniących funkcje instruktorskie.
W chorągwi działają:
- referaty programowo-metodyczne:
  - referat wędrowniczy,
  - referat ds. szczepów,
  - referat metodyczny,
  - referat Nieprzetartego Szlaku;
- komisja stopni instruktorskich;
- Chorągwiana Szkoła Instruktorska „Iluminacja”;
- komisja historyczna;
- zespoły specjalności:
  - Inspektorat Harcerskiej Służby Granicznej i Służby Zabezpieczenia (obejmuje swoim działaniem także Harcerską Służbę Ruchu Drogowego),
  - Inspektorat Ratowniczy,
  - Inspektorat Wychowania Wodnego - Zespół Pilota Chorągwi Stołecznej ZHP,
  - Kapituła Harcerskiej Odznaki Strzeleckiej Chorągwi Stołecznej ZHP (przejęła zadania prowadzone wcześniej przez Inspektorat Sportów Obronnych),
  - Klub Harcerskich Honorowych Dawców Krwi „Stołeczna Kropla Braterstwa”.

### Święto Chorągwi
Co roku 1 października obchodzone jest Święto Chorągwi, które kończy się złożeniem kwiatów pod Pomnikiem Małego Powstańca.

### Odznaka Chorągwiana
Zuchy i harcerze Chorągwi Stołecznej mogą zdobywać Odznakę Chorągwianą. Warunkiem jej zdobycia są m.in. podjęcie działań społecznie użytecznych na rzecz miasta i województwa oraz lepsze poznanie miasta i jego historii.

### Hufce
W skład chorągwi wchodzi 25 hufców (według stanu na wrzesień 2023):
| Hufce podwarszawskie | Hufce podwarszawskie | Hufce warszawskie |
| | | |
| - Hufiec Błonie im. Edwarda Przybysza, komendantka – hm. Monika Psujek, ul. Lipowa 3, 05-860 Płochocin - Hufiec Celestynów im. Bohaterów Akcji pod Celestynowem, komendantka – phm. Joanna Madej, ul. Regucka 3, 05-430 Celestynów - Hufiec „Orłów” Garwolin, komendantka – phm. Izabela Lach-Kawczyńska, ul. Żwirki i Wigury 16, 08-400 Garwolin - Hufiec Grodzisk Mazowiecki im. Leonida Teligi, komendant – phm. Piotr Skuba, ul. Sowińskiego 11, 05-827 Grodzisk Mazowiecki - Hufiec Legionowo im. Szarych Szeregów – Rój „Tom”, komendantka – hm. Lidia Kitaj, ul. Słowackiego 29, 05-120 Legionowo - Hufiec Milanówek im. Janusza Kusocińskiego, komendantka – phm. Piotr Kowalczyk, ul. Królewska 69, 05-822 Milanówek - Hufiec Nowy Dwór Mazowiecki im. Korpusu Kadetów nr 2, komendant – hm. Marcin Janiszewski, ul. Paderewskiego 22, 05-100 Nowy Dwór Mazowiecki - Hufiec Otwock im. Roju „Sosny” Szarych Szeregów, komendant – hm. Tomasz Grodzki, ul. Poniatowskiego 10, 05-400 Otwock | - Hufiec Piaseczno im. Bohaterów Pokoju, komendant – pwd. Sławomir Pułka, pl. Piłsudskiego 9, 05-500 Piaseczno - Hufiec Piastów im. prof. hm. Aleksandra Kamińskiego „Kamyka”, komendantka – phm. Jolanta Rybińska, ul. Bohaterów Wolności 23, 05-820 Piastów - Hufiec Pruszków, komendantka – phm. Iwona Horsztyńska, ul. Jasna 2, 05-804 Pruszków - Hufiec Sulejówek im. Batalionu „Zośka”, komendant – phm. Łukasz Sobierajski, ul. 3 Maja 21, 05-071 Sulejówek - Hufiec Wołomin im. Mieczysława Cicheckiego, komendant – phm. Norbert Krupa, ul. Długa 34, 05-200 Wołomin - Hufiec Ząbki im. Bohaterów Lotnictwa Polskiego, komendantka – hm. Sylwia Kubicka, ul. Westerplatte 11, 05-091 Ząbki - Hufiec Zielonka im. Janusza Korczaka, komendantka – phm. Jagoda Szkarłat, ul. 11 listopada 33, 05-220 Zielonka - Hufiec Uroczysko Konstancin, komendant hm. Robert Bokacki, ul. Sobieskiego 6, 05-510 Konstancin-Jeziorna | - Hufiec Warszawa-Centrum im. Księcia Janusza I Mazowieckiego, komendantka – phm. Marta Modelska, ul. Lewartowskiego 2, 00-190 Warszawa - Hufiec Warszawa-Mokotów, komendant – hm. Michał Michałowski, ul. Chełmska 50/80, 00-725 Warszawa - Hufiec Warszawa-Ochota im. płk. Cypriana Godebskiego, komendantka – phm. Katarzyna Dzięciołowska, ul. Raszyńska 22a, 02-026 Warszawa - Hufiec Warszawa-Praga-Południe im. I Warszawskiej Dywizji Piechoty im. Tadeusza Kościuszki, komendantka – phm. Krystyna Mamak, ul. Wał Miedzeszyński 375, 03-980 Warszawa - Hufiec Warszawa-Praga-Północ im. Wigierczyków, komendant – phm. Bartosz Romaniuk, ul. św. Wincentego 85, 03-291 Warszawa - Hufiec Warszawa-Ursus-Włochy im. Mieczysława Bema, komendant – hm. Paweł Chempiński, ul. Adamieckiego 1, 02-495 Warszawa - Hufiec Warszawa-Wawer, komendant – pwd. Marcin Świderski, ul. Alpejska 16, 04-628 Warszawa - Hufiec Warszawa-Wola, komendantka – hm. Katarzyna Kuligowska, ul. Ożarowska 69a, 01-408 Warszawa - Hufiec Warszawa-Żoliborz, komendant – hm. Paweł Błasiak, ul. Przybyszewskiego 32/34 lok. 111, 01-824 Warszawa |

### Drużyny i szczepy
Spośród działających w Warszawie jednostek harcerskich do Chorągwi Stołecznej ZHP należy większość, pozostałe funkcjonują w strukturach organizacji innych niż ZHP (Stowarzyszenie Harcerskie, Stowarzyszenie Harcerstwa Katolickiego „Zawisza” Federacja Skautingu Europejskiego, Związek Harcerstwa Rzeczypospolitej).

### Ośrodki
- Ośrodek Szkolenia Wolontariuszy „Dąbrowa” w Starej Dąbrowie (gmina Leoncin, powiat nowodworski)[11]
- Ośrodek Szkoleniowo-Wypoczynkowy Chorągwi Stołecznej ZHP w Kamionie (gmina Wierzchlas, powiat wieluński, Załęczański Park Krajobrazowy)[12]
- Ośrodek Kolonijny Hufca Warszawa-Praga-Południe „Słoneczna Republika” w Ocyplu (gmina Lubichowo, powiat starogardzki, Bory Tucholskie)[13]
- Stanica Hufca ZHP Garwolin w Polewiczu (gmina Wilga, powiat garwoliński)[14]
- Stanica Hufca ZHP Otwock w Przerwankach (gmina Pozezdrze, powiat węgorzewski)[15]

### Jacht
- s/y Warszawska Nike[16]